# 巴尔德洛
巴尔德洛（義大利語：Bardello），是意大利瓦雷泽省的一个市镇。总面积2.32平方公里，人口1540人，人口密度663.8人/平方公里（2009年）。国家统计（ISTAT）代码为012009。